# Thomas Bernhard
Thomas Bernhard (født 9. februar 1931 i Heerlen, død 12. februar 1989 i Gmunden) var en østrigsk romanforfatter og dramatiker.
Han modtog i 1970 Georg Büchner-prisen.

## Værker på dansk
- Wittgensteins nevø: et venskab (Gyldendal 1995, overs. Karen-Marie Bille)
- Udslettelse: en nedbrydningshistorie (Husets Forlag 1998, overs. Ole Eistrup)
- Gående (Basilisk 2005, overs. René Jean Jensen og Tommy Kirkegaard)
- Undergængeren (Basilisk 2008, overs. Søren R. Fauth)
- Årsagen (Sisyfos 2011, overs. Søren R. Fauth)
- Kælderen: en unddragelse. Årsagen, del 2 (Sisyfos 2012, overs. Søren R. Fauth)
- Åndedrættet: en afgørelse. Årsagen, del 3  (Sisyfos 2013, overs. Søren R. Fauth)
- Træfældning (Basilisk 2013, overs. René Jean Jensen)
- Kulden: en isolation. Årsagen, del 4 (Sisyfos 2014,, overs. Søren R. Fauth)
- Et barn (Sisyfos 2015, overs. Søren R. Fauth)
- Gamle mestre (Basilisk 2016, overs. René Jean Jensen)
- Mine priser (Sisyfos 2017, overs. Søren R. Fauth)
- Beton (Sisyfos 2018,overs. Søren R. Fauth)
- Ja (Sisyfos 2019, overs. Søren R. Fauth)